# Gräsögrundet
Gräsögrundet is een langwerpige zandbank annex eiland behorend tot de Lule-archipel. Het eiland ligt ten zuidwesten voor het voormalige eiland Gräsören, dat door de postglaciale opheffing nu een deel van Hindersön is. Het heeft geen oeververbinding en heeft een enkele overnachtingplaats.
De Lule-archipel ligt in het noorden van de Botnische Golf en hoort bij Zweden.